# Raffaelea ambrosiae
Raffaelea ambrosiae är en svampart som beskrevs av Arx & Hennebert 1965. Raffaelea ambrosiae ingår i släktet Raffaelea och familjen Ophiostomataceae.   Inga underarter finns listade i Catalogue of Life.